# جوناثان رايت (مؤرخ)
جوناثان رايت (بالإنجليزية: Jonathan Wright)‏ هو كاتب غير روائي ومؤرخ بريطاني، ولد في 14 أكتوبر 1969 في هارتلبول في المملكة المتحدة.